# Chaffee (Missouri)
Pour les articles homonymes, voir Chaffee.
Chaffee est une ville du comté de Scott, dans le Missouri, aux États-Unis,. Située au nord-ouest du comté, elle est incorporée en 1905.

## Démographie
Lors du recensement de 2010, la ville comptait une population de 2 955 habitants. Elle est estimée, en 2016, à 2 948 habitants.

### Source de la traduction
- (en) Cet article est partiellement ou en totalité issu de l’article de Wikipédia en anglais intitulé « Chaffee, Missouri » (voir la liste des auteurs).